# Værnsfælles Forsvarskommando

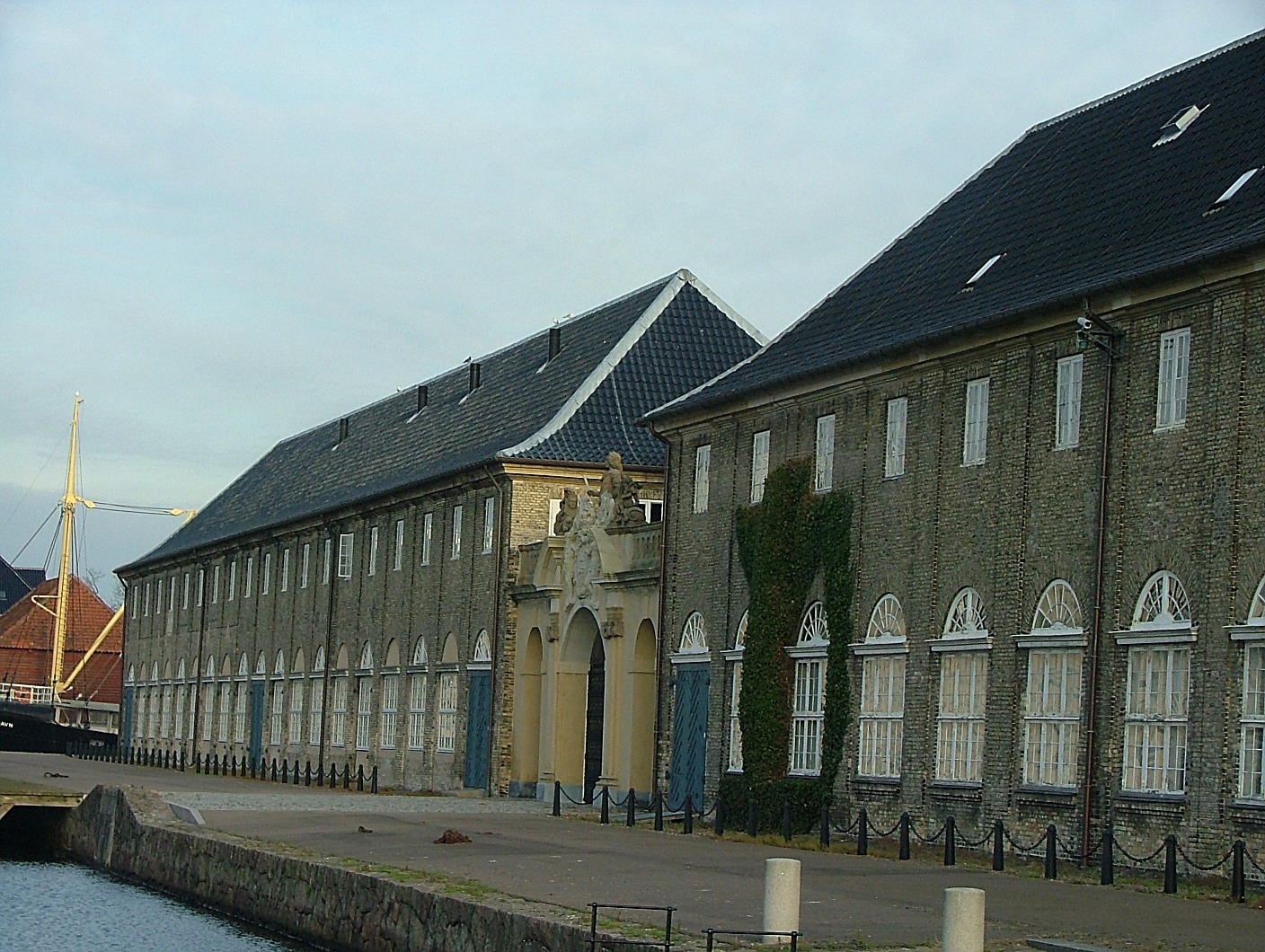
Sitz des VFK

Das Værnsfælles Forsvarskommando (dänisch für gemeinsames Verteidigungskommando, abgekürzt VFK) ist der leitende Teil der dänischen Streitkräfte.
Das VFK besteht aus dem Befehlshaber der dänischen Streitkräfte (dänisch Forsvarschef) und dem stellvertretenden Befehlshaber und seinen Stäben. Das Kommando ist zuständig für den Einsatz, die Entwicklung und den Betrieb der Streitkräfte und untersteht dem Verteidigungsministerium.
Das VFK wurde am 1. Oktober 2014 gegründet und übernahm große Teile der Aufgaben und des Personals des aufgelösten Verteidigungskommandos. Die Gründung war das Resultat des 2013 bis 2017 verhandelten Verteidigungsabkommens, dies sollte eine engere Verbindung zwischen den Streitkräften, dem Verteidigungsministerium und dem Værnsfælles Operativ Kommando herstellen.

## Gliederung
Das VFK hat sein Hauptquartier in der Marinestation Holmen in Kopenhagen und verfügte bei Einrichtung 2017 über etwa 300 Mitarbeiter, von denen etwa 120 Zivilisten sind.
Mit Stand 15. April 2024 sind die Leitungsposten wie folgt besetzt:
- Operationsstab in Kopenhagen: Generalmajor Ulrich Johan Hellebjerg[2]
- Koordinations- und Entwicklungsstab in Kopenhagen: Generalmajor Jacob Christian Alexa[2]
- Heeresstab in Karup: Generalmajor Gunner Arpe Nielsen[3][2]
- Marinestab in Karup (ursprünglich in Aarhus): Flottillenadmiral Henrik Ryberg[2]
- Flugwaffenstab in Karup: Generalmajor Jan Dam[3][2]
- Arktisches Kommando in Nuuk: Konteradmiral Søren Andersen[2]
- Spezialoperationskommando in Aalborg: vakant,[2] war Generalmajor Peter Boysen[3]
- Leiter des Sanitätskommandos: Brigadegeneral Jesper Momme,[2] Generalstabsärztin Susanne Bach Lausten[2]
- Leiter der Verteidigungsakademie: Generalmajor Flemming Mathiasen[2]
- Leiter des Führungssekretariats im Wehrführungskommando: Morten Brodersen[2]
- Leiter des Wartungsdienstes: Flottillenadmiral Per Hesselberg[3][2]